# Commission Chatenet
Pour les articles homonymes, voir Chatenet (homonymie).
La commission Pierre Chatenet fut la dernière commission de la Communauté européenne de l'énergie atomique (Euratom), entre 1962 et 1967. Son président était le français Pierre Chatenet.
Il n'y a eu que trois commissions, celle-ci étant la dernière, avant que l'exécutif de l'Euratom ne soit fusionné avec la Communauté européenne du charbon et de l'acier et la Communauté économique européenne en 1967 pour devenir les Communautés européennes.

## Sources
- (en) Cet article est partiellement ou en totalité issu de l’article de Wikipédia en anglais intitulé « Chatenet Commission » (voir la liste des auteurs).

## Compléments